# Alicia Garza
Alicia Garza née le 4 janvier 1981, est une militante et éditorialiste afro-américaine queer, vivant à Oakland, en Californie. Elle est impliquée dans les questions de santé, de droit des étudiants et étudiantes et des travailleuses domestiques, des violences policières, de la lutte contre le racisme et de violence envers les personnes trans et de genre non-conforme des personnes de couleur. Ses éditoriaux sont publiés par Le Guardian, La Nation, Rolling Stone, le HuffPost et Truthout (en). Elle dirige des projets spéciaux à la National Domestic Workers Alliance (en). Garza a également co-fondé le mouvement Black Lives Matter avec Opal Tometi et Patrisse Cullors.

## Biographie
Garza naît à Oakland, en Californie et grandit dans le Comté de Marin sous le nom d'Alicia Schwartz dans une famille multi-raciale et multi-religieuse, avec un beau-père juif et une mère afro-américaine. Garza s'identifie comme juive. Sa famille gérait un commerce d'antiquités, avec l'aide de son petit frère Joey. Durant son adolescence, Alicia milite pour l'éducation sexuelle sur la contraception. Elle étudie ensuite à l'Université de Californie à San Diego où elle poursuit son militantisme en rejoignant une association étudiante et en appelant à une hausse des salaires pour les nettoyeurs de l'université. Lors de son année terminale, elle aide à l'organisation de la première Conférence des Femmes de Couleur, un évènement tenu au sein de l'université en 2002. Elle obtient son diplôme de sociologie et d'anthropologie la même année.
En 2003, elle rencontre Malachi Garza, un homme transgenre de 24 ans qui est militant communautaire. En 2004, elle révèle à sa famille qu'elle est queer. En 2008, elle épouse Malachi et prend le nom de Garza, s'installant à Oakland,.

## Militantisme

### Black Lives Matter
Garza, Opal Tometi et Patrisse Cullors, donnent naissance au mouvement Black Lives Matter. Garza serait à l'origine du slogan quand, après le mois de juillet 2013 à la suite de l'acquittement de George Zimmerman, elle poste sur Facebook: « Noirs. Je vous aime. Je nous aime. Nos vies comptent, les vies noires comptent » que Patrisse Cullors partage ensuite avec le hashtag #BlackLivesMatter. L'organisation de Black Lives Matter est influencée par la mort de personnes noires tuées par la police, affaires qui sont relayées par les médias et suscitent des accusations de disparités dans le système policier et judiciaire des États-Unis. Elle est également frappée par la ressemblance de Trayvon Martin avec son propre frère cadet, en ayant le sentiment qu'il aurait pu être tué à sa place. Garza mène Freedom ride, la marche de protestation organisée en 2015 à Ferguson par Cullors et Darnell Moore. Ces derniers lancent également des antennes Black Lives Matter à travers les États-Unis. Garza revendique les racines queer du mouvement, et Patrisse Cullors affirme qu'elle et Garza sont marxistes. Garza s'appuie sur l'ensemble de ses expériences personnelles dans l'organisation de son militantisme.

### Autres actions
Ses éditoriaux ont été publiés par The Guardian, The Nation, The Feminist Wire, Rolling Stone, HuffPost et Truthout.
Garza est par ailleurs directrice des People Organized to Win Employment Rights (personnes organisées pour la défense des droits en matière d'emploi) dans la Baie de San Francisco. Durant son mandat, elle obtient le droit pour les jeunes d'utiliser le transport en commun gratuitement à San Francisco, s'oppose à la gentrification et expose la brutalité de la police dans la région. Garza est une participante active de plusieurs mouvements sociaux dans sa région. Elle est membre du conseil d'administration de la branche d'Oakland Forward Together en Californie et est également impliquée dans l'association Black Organizing for Leadership and Dignity. Elle est aussi membre du conseil d'administration de la School of Unity and Liberation (SOUL) à Oakland,.
En 2015 elle est choisie pour mener la Pride de 2015 à Oakland en tant que «Grand Marshal», étant considéré comme une héroïne locale pour ses contributions envers la communauté LGBTIQ et la société. Plus de deux douzaines d'associations Black Lives Matter défilent derrière Garza qui était assise aux côtés da le militante transgenre Miss Major, la «Grand Marshall» de l'année précédente.

### Discours notoires
- Garza fait un discours sur la propagation de Black Lives Matter et les droits humains en 2016 durant le Bay Area Rising event.
- Le 26 mai 2017, Garza fait un discours d'ouverture dédié aux femmes noires, devant 35 000 étudiants et étudiantes des cycles supérieurs de l'Université d'État de San Francisco.

### Acte de protestation: Bay Area Rapid Transit
En 2014, Garza participe à une tentative pour arrêter le train Bay Area Rapid Transit durant quatre heures et demie, un laps de temps choisi pour représenter le temps durant lequel le corps de Michael Brown est resté dans la rue après son décès. Les manifestants arrêtent le train pendant une heure et demie en s'enchaînant à la fois à l'intérieur et à l'extérieur du train, ce qui empêche la porte de se fermer. L'événement se termine lorsque la police déloge les manifestants par le démontage d'une partie du train.

### Présidentielle américaine de 2016
Alors que Garza se montre critique envers la candidature de Donald Trump aux présidentielles de 2016, elle exprime également ses réserves à propos de Barack Obama, et Hillary Clinton. Elle refuse de voter pour Clinton, affirmant que « les Clinton utilisent les personnes noires pour leurs votes, mais ne font rien pour les communautés noires une fois élus. Ils se servent de nous pour des opérations photos ». Elle vote pour Bernie Sanders lors de la primaire démocrate de Californie, et après l'échec de ce dernier, promet de tout faire en son pouvoir pour éviter une présidence de Donald Trump, donnant son vote à Clinton lors de la présidentielle, tout en affirmant qu'elle ne la soutient pas.

### Présidentielle américaine de 2020
En février 2019, Garza donne un discours à 200 étudiants au sujet des élections fédérales américaines de 2020 à l'occasion du Mois de l'histoire des Noirs. Elle se prononce en faveur d'un Green New Deal, une grande réforme fédérale environnementale et sociale, condamne la suppression du vote (en), et appelle les électeurs à plus d'engagement. En février 2020, elle dit soutenir Elizabeth Warren lors des primaires présidentielles du Parti Démocrate.

## Reconnaissance
Garza figure sur la liste[Laquelle ?] des 100 personnalités africaines américaines âgées de 25 à 45 ans qui ont réalisé des choses d'exception. Elle figure aussi dans le guide Politico des penseurs et penseuses, des gens d'action, et des visionnaires avec Cullors et Tometi.
Garza a reçu le Local Hero Award du San Francisco Bay Guardian (en). Elle a reçu à deux reprises le Bayard Rustin Community Activist Award, décerné par le Harvey Milk Democratic Club (en) pour son travail de lutte contre le racisme et la gentrification à San Francisco. Elle reçut le prix Jeanne Gauna Communicate Justice Award du Centre pour la justice des Médias.
En 2015, Garza, Patrisse Cullors et Opal Tometi (en tant que femmes de #BlackLivesMatter) sont parmi les neuf finalistes pour la personne de l'année choisie par The Advocate.
En novembre 2017, Alicia Garza, Patrisse Cullors et Opal Tometi reçoivent le Prix Sydney Prix de la Paix. En 2018, Alicia Garza est nommée dans la première cohorte des boursiers et boursières de The Atlantic Fellows for Racial Equity (boursiers et boursières pour l'égalité raciale du magazine The Atlantic). Cette première cohorte de 29 boursiers et boursières est composée de personnes ayant œuvré pour la remise en question du racisme aux États-Unis et en Afrique du Sud et de la montée de la suprématie et du nationalisme blanc.